# Ԩ (слово ћирилице)
Ԩ ԩ (искошено: Ԩ ԩ) је слово ћириличног писма.
Ԩ ԩ се користи у орочком језику, где представља палатални назал . Када Н има куку са десне стране, ћирилично слово Ӈ ӈ (Ӈ Ау Ау ӈ ), то је још једно слово, где представља веларни назал 

## Рачунарски кодови
| Знак                      | Ԩ                                         | Ԩ                                         | ԩ                                       | ԩ                                       |
| ------------------------- | ----------------------------------------- | ----------------------------------------- | --------------------------------------- | --------------------------------------- |
| Назив у Уникоду           | CYRILLIC CAPITAL LETTER EN WITH LEFT HOOK | CYRILLIC CAPITAL LETTER EN WITH LEFT HOOK | CYRILLIC SMALL LETTER EN WITH LEFT HOOK | CYRILLIC SMALL LETTER EN WITH LEFT HOOK |
| Врста кодирања            | децимална                                 | хексадецимална                            | децимална                               | хексадецимална                          |
| Уникод                    | 1320                                      | U+0528                                    | 1321                                    | U+0529                                  |
| UTF-8                     | 212 168                                   | D4 A8                                     | 212 169                                 | D4 A9                                   |
| Нумеричка референца знака | &#1320;                                   | &#x528;                                   | &#1321;                                 | &#x529;                                 |

## Слична слова
- Њ њ : Ћирилично слово
- Ӈ ӈ : Ћирилично слово
- Ɲ ɲ : Латинично слово